# Auch die Kleinen wollen nach oben
Auch die Kleinen wollen nach oben (Originaltitel: The Mouse on the Moon) ist ein britischer Spielfilm aus dem Jahr 1963. Regie führte Richard Lester. Der Film ist die Fortsetzung von Die Maus, die brüllte aus dem Jahr 1959 und basiert wie dieser auf einer Romanvorlage von Leonard Wibberley, in diesem Fall The Mouse on the Moon. Die deutsche Erstaufführung fand am 27. September 1963 statt.
Das kleine europäische Herzogtum Grand Fenwick steht kurz vor dem Bankrott. Der einzige Exportartikel des Landes, der dort angebaute Wein, entwickelt plötzlich explosive Eigenschaften.
Premierminister Rupert von Mountjoy hat jedoch die rettende Idee: Er erbittet von den USA eine halbe Million Dollar Hilfe. Angeblich soll mit dem Geld der Bau einer Mondrakete finanziert werden, tatsächlich will Mountjoy damit aber ein Warmwassersystem für den Palast finanzieren. Die Russen wollen den Amerikanern nicht nachstehen und schenken Grand Fenwick eine ausrangierte Rakete.
Der Premierminister lädt Politiker aus aller Welt zum Start der Rakete ein, der mit einem planmäßigen Fiasko enden soll.
Den Anwesenden verschlägt es die Sprache, als besagte Rakete wider Erwarten tatsächlich startet, angetrieben von einem Treibstoff, den Professor Kokintz aus dem explosiven Wein entwickelt hat.
Sowohl die USA als auch die Russen wollen Grand Fenwick vermeintlich bei der Mondlandung unterstützen und schicken ebenfalls eine Rakete zum Mond.
Nach 3 Wochen Flugzeit erreichte die Rakete von Grand Fenwick den Mond. Nur wenig später gelang dieses auch den USA und den Russen.
Alle werden zu einem gemeinsamen Essen an Bord der Rakete von Grand Fenwick eingeladen. Hierbei stellt sich heraus, dass durch die defekten Funkgeräte keiner auf der Erde weiß, dass die Landungen auf dem Mond geglückt sind.
Hierauf wollen die USA und die Russen starten, um schnellstmöglich zurückzufliegen. Leider werden hierbei ihre beiden Raketen zerstört.
Nachdem von den Raketen keine Rückmeldung erfolgten findet in Grand Fenwick eine Trauerfeier statt. Diese wird durch die Landung der Rakete von Grand Fenwick unterbrochen und aus ihr entsteigen die vermeintlich Totgeglaubten.

## Kritiken
- „Abgesehen von einigen treffenden Pointen wirkt das Ganze wie ein unbegabter Kabarett-Versuch. Weniger der Stoff als die Machart verdarb den Spaß. Die Synchronisation tat ein übriges, die Gags weiter zu vergröbern.“ – Filmdienst

- „Lester (...) inszeniert das als herrlich unbefangene Blödelei ohne Rücksicht auf Verlust an Glaubwürdigkeit.“ (Wertung: überdurchschnittlich) – Adolf Heinzlmeier und Berndt Schulz in Lexikon „Filme im Fernsehen“[2]

- "Schwächere Fortsetzung von 'Die Maus, die brüllte' (1959). (…) Der Komödie fehlen über weite Strecken Witz und Treffsicherheit des Vorgängers." - Lexikon des internationalen Films[1]

- "(…) die Spritzigkeit von Jack Arnolds Komödie erreicht dieser Nachzügler nicht, auch wenn Margaret „Miss Marple“ Rutherford als Großherzogin Gloriana XIII. durchaus zu überzeugen vermag." - Prisma[3]

## Synchronisation
In der deutschsprachigen Version sprechen Agnes Windeck für Rutherford, Curt Ackermann für Moody, Hans Jürgen Diedrich für Cribbins, Alfred Balthoff für Kossoff, Heidi Treutler für Ritchie und Wolf Ackva für Phillips. Der Wrzähler ist Reinhard Glemnitz.